# Iwan Czerlenkowski
Iwan Czerlenkowski (Jan Czerlinkowski) herbu Chorągwie Kmitów – stolnik bracławski.
Poseł na sejm 1585 roku z województwa bracławskiego.
Był wyznawcą prawosławia.